# 15 Penn Plaza
15 Penn Plaza, también conocido como Vornado Tower, es una propuesta de rascacielos de 317 metros y 68 plantas. Se ubicaría Midtown Manhattan, Nueva York, Estados Unidos. Su promotora es Vornado Realty Trust. Si se construyera tendría 190 451 m² de espacio. A pesar de tener solo 68 plantas, tiene solo 10 m menos que el Edificio Empire State, que tiene 102 plantas.
El dueño del Edificio Empire State, Anthony Malkin, pidió el 21 de agosto de 2010 al Consejo municipal que denegara el permiso de construcción de la Vornado Tower. El razonamiento de Malkin es que el nuevo edificio alteraría el skyline y ocultaría la vista del lado este del Empire State Building. Situado en la Séptima Avenida entre las Calles 32 y 33, donde se sitúa en la actualidad el Hotel Pennsylvania, frente a la Estación Pensilvania (importante centro de transporte del Ferrocarril de Long Island, New Jersey Transit, Amtrak y el Metro de Nueva York) este proyecto añadiría una pasarela mejorando el acceso a la estación y añadiendo varias entradas al metro. A cambio del aumento de la altura y densidad del edificio, Vornado llevaría a cabo en mejoras del transporte por valor de $100 millones que reabrirían el "pasadizo Gimbels", que fue bloqueado en 1986, y volverían a conectar la Estación Pennsilvania a Herald Square en la Sexta Avenida y la estación Calle 34–Herald Square y la terminal de la Calle 33 de la Autoridad Portuaria Trans-Hudson (PATH), que da acceso a Hoboken y Journal Square. Se construiría un pasadizo actualizado a los estándares de "los elegantes y eficientes pasadizos de Grand Central y el Rockefeller Center", que daría también acceso a la propuesta terminal del New Jersey Transit que se construiría como parte del túnel Túnel Trans Hudson-Expreso que se iba a construir bajo el Río Hudson.
El edificio tendrá 371 m de altura, solo 10 m menos que el Edificio Empire State, a 300 m de distancia. Anthony y Peter Malkin, dueños del Empire State, habían solicitado la creación de una zona de exclusión de 17 manzanas que prohibiría la construcción de edificios grandes que obstruyan las vistas del rascacielos y sugirieron que la altura de 15 Penn Plaza se limitara a 251 m. Mientras que la Manhattan Community Board 5 votó abrumadoramente en contra del proyecto, el Departamento de Planificación de Nueva York aprobó el plan, que permitiría al edificio ser un 56% mayor que lo que permiten las reglas estándar de zonificación, bajo regulaciones especiales que fomentan la construcción de espacio de oficinas de alta densidad cerca de centros de transporte. La opinión sobre el plan está dividida: Henry Stern, antiguo Comisario del Departamento de Parques y Recreación, dijo que el edificio propuesto "podría hacer un daño irreparable" a la ciudad, mientras que Daniel Biederman, presidente de la Asociación de la Calle 34, se unió a los sindicatos y oficiales de la construcción diciendo que "si hay algún sitio donde se debería de construir un edificio de este tamaño y volumen, es en la Estación Pennsilvania".
El 25 de agosto de 2010, en un voto 47–1, el Consejo municipal votó aprobar la construcción del edificio, a pesar de lo que el The New York Times describió como "una fuerte campaña de relaciones públicas, publicidad y presión" de los dueños del Edificio Empire State para hacer fracasar el proyecto. Los comités de zonificación y uso del suelo del Consejo aprobaron el proyecto y todo el consejo votó abrumadoramente aprobar el plan, con un único disidente, el concejal de Brooklyn Charles Barron, que votó en contra como protesta contra la ausencia de una garantía de Vornado para contratar trabajadores mujeres y minoritarios.
Según el New York Post el proyecto ha sido suspendido, y Vornado Realty Trust ha anunciado que renovaría en su lugar el Hotel Pennsylvania (el lugar destinado a la torre 15 Penn Plaza), retrasando el rascacielos hasta que resulte económicamente viable comenzar la construcción.